# 日本山岳会
公益社団法人日本山岳会（にほんさんがくかい、英称：The Japanese Alpine Club, 略称：JAC）は、日本最古の山岳会。

## 概要
1905年（明治38年）に設立された日本最初の山岳クラブ。“The Japanese Alpine Club”として世界的に知られる。山登りを中心に、沢登りや岩登り、山岳写真、地質や地理、高山植物観察、山岳図書研究など山に関する様々なことを趣味とする個人の集まりである。会員たちはボランティアで、講演や講習、出版などによる啓蒙活動、自然保護などの社会貢献活動にも熱心に取り組む。会員数は約4800名（※2021年現在）、個人加入の山岳団体としては国内最大である。会の運営は会員からの会費によって賄われている。また、日本各地に支部がある（全国33カ所）ことも日本山岳会の特色であり、各支部は本部および支部間での交流を図りつつ、独自の活動を行っている。会員の高齢化と会員数の減少にどのように対処するかが課題となっており、その解消への取り組みの1つとしてYOUTH CLUBが設けられている。
日本山岳・スポーツクライミング協会 (JMSCA) は旧称を「日本山岳協会」といい名称が似ているが、別組織である。JMSCAは日本スポーツ協会の傘下にあり、すべての都道府県にある山岳連盟（もしくは山岳協会）を統括する団体で、日本山岳会とは組織形態が大きく異なる。なお、日本山岳会はJMSCAの加盟団体である東京都山岳連盟に所属していたが、2014年3月に退会。日本山岳会の支部のなかには、各都道府県の山岳連盟に所属しているところもある。
支部
現在、33支部がありそれぞれ支部報を発行。支部独自に内外の登山、踏査山行のほか講演会や登山講習、自然保護など様々な活動を行っている。
北海道支部/青森支部/岩手支部/宮城支部/秋田支部/山形支部/福島支部/茨城支部/栃木支部/群馬支部/埼玉支部/千葉支部/東京多摩支部/神奈川支部/越後支部/富山支部/石川支部/福井支部/山梨支部/信濃支部/岐阜支部/静岡支部/東海支部/京都・滋賀支部/関西支部/山陰支部/広島支部/四国支部/福岡支部/北九州支部/熊本支部/東九州支部/宮崎支部

## 歴史

### 前史
日本人は古くから山に接してきたが、その多くは山岳信仰による宗教登山や狩猟などを目的としたものであった。明治の初期には測量登山のほか、地質や高山植物の調査を目的とした学術登山が行われるようになったが、登山そのものを楽しむというアルピニズムが根付くまでには至らなかった。そうした中、1894年（明治27年）に刊行された志賀重昂の『日本風景論』は、日本にアルピニズムの気風を起こすきっかけとなった。同書には「山、山、其の平面世界より超絶する所多々」というフレーズから始まる「登山の気風を興作すべし」と題された文章が付録として付けられ、アルピニズム的な登山を鼓舞した。
この「登山の気風を興作すべし」に影響を受けて高山に登るようになった一人が小島久太（小島烏水（こじま うすい））/山岳会（後の日本山岳会）初代会長）である。1902年（明治35年）、小島は友人の岡野金次郎（初期に会員だったが、10年余りで退会）と槍ヶ岳に登っている。もっとも「登山の気風を興作すべし」に書かれた登山案内や登山上の注意は、フランシス・ガルトン（イギリスの探検家・人類学者）の『旅行術』（1873年）やB・H・チェンバレン（イギリスの言語学研究者・日本研究家）とW・B・メースン（イギリスの電信技師）の共著『日本旅行者案内』（1891年）などからの引用がほとんどである。志賀自身は高山に登った経験はなかった。
日本山岳会の設立に直接的なきっかけを作ったのが、ウォルター・ウェストンである。ウェストンは1888年（明治21年）に来日したイギリスの宣教師で、ヨーロッパ・アルプスの登山経験があり、滞在中に槍ヶ岳や赤石岳、白馬岳など日本の高山に登っている。1894年（明治27年）の帰国後、ロンドンで『日本アルプス　登山と探検 (Mountaineering and Exploration in the Japanese Alps)』（1896年）を発表し、1902年（明治35年）に再来日した。翌年、岡野は偶然『日本アルプス　登山と探検』を目にし、小島にそれを伝えるとともに横浜に住んでいたウェストンを訪ねた。その後、岡野は、小島を伴い、再び彼を訪ねている。このとき、ウェストンは2人に英国山岳会にならった団体を日本にもつくるよう勧め、様々なアドバイスをしている。ウェストンは1905年（明治38年）に帰国するが、その後も英国山岳会幹部の山岳会設立に向けての激励文などを手紙で送っている。ウェストンは1911年（明治44年）に三度目の来日を果たし、奥穂高岳や槍ヶ岳などに登っている。

### 設立
1905年（明治38年）10月14日、東京飯田橋の料亭「富士見楼」で日本山岳会の設立について最終的な打ち合わせがなされ、この日が「日本山岳会の設立の日」とされている（当時の名称に「日本」はなく単に「山岳会」）。創立の発起人は小島烏水（初代会長）、高頭仁兵衛（たかとう にへい）（2代会長）、武田久吉（6代会長）、河田黙（かわだ しずか、＝山川黙、後に旧制武蔵高校教授、同校長などを歴任）、梅澤親光（後に陸軍砲兵学校教官）、高野鷹蔵（回漕業主）、城数馬（じょう かずま、弁護士）の7人である。すでに近代登山について相当な知識を持っていたと思われる小島以外の者は、いずれも植物採集のための登山を趣味としていた。設立時には創立メンバーのほとんどが日本博物学同志会の会員であり、山岳会はその支会として設立された。日本博物学同志会は東京府立第一中学校（現在の都立日比谷高校）の生徒や卒業生が設立した植物や生物の採集と研究を行うグループである。
発起人の中で40歳を超えていたのは城のみ（41歳）で、小島（31歳）、高頭（28歳）のほかはいずれも20歳前後の若者であった。設立当初、事務所は日本博物学同志会と同じ場所にあったと推測され、後に日本橋にあった城の弁護士事務所に移った。設立の翌年1906年・（明治39年）4月には機関誌として『山岳』を創刊した。創立期の会員数は390名（うち外国人12名、学校2）。

### 明治末〜大正中期　探検登山と積雪期登山・海外登山の幕開け/会員たちの活躍
日本山岳会設立の前後から大正の初期ごろまでは「探検登山の時代」と呼ばれ、日本社会の中にアルピニズム的な登山熱が高まり、多くの登山家たちが国内の高峰を目指した。この時期、国内の高峰はほとんど登られ、「日本アルプス探検の黄金時代」） とされる。
1909年（明治42年）夏には、吉田孫四郎（日本山岳会会員）らによる剱岳登山が行われた。これは登山だけを目的とした初の剱岳登頂であった。ほかにもこの年の夏には、鵜殿正雄（日本山岳会会員）の穂高岳・槍ヶ岳初縦走、小島烏水、高頭仁兵衛らの赤石山脈縦横断など日本の登山史上、画期的な記録が残されている。同年、これまでの「山岳会」という名称を改め、「日本山岳会」となった。
1911年（明治44年）にはオーストリアのレルヒ少佐によって本格的なスキー術が紹介され、急速に広まった。スキーの普及は、これまでほとんど無雪期に限定されていた日本の登山を積雪期までに広げていくことになる。1919年（大正8年） - 1921年（大正10年）にかけては本格的な海外登山が試みられた時代であった。加賀正太郎、鹿子木員信、辻村伊助（いずれも日本山岳会会員）らはすでに明治末期から大正初期にかけてヨーロッパ・アルプスに直に触れ、その紀行報告が日本の登山家たちに大きな刺激を与えていた。1921年（大正10年）、槇有恒（まき ゆうこう/ありつね）（4代・7代会長）のアイガー東山稜の初登攀の快挙は、日本人の登山熱をさらに高めることになった。これと相前後して、槍ヶ岳の北鎌尾根、前穂高岳北尾根、北穂高岳滝谷、剱岳八ッ峰などの北アルプスの険しい岩場が次々と初登攀された。加えて積雪期・厳冬期の登山も本格化して北アルプスの峰々が相次いで登られた。

### 大正末期〜昭和　本格的海外登山の始まり/組織の改編・体制の整備
日本初の本格的な海外登山として位置付けられているのが、1925年（大正14年）、慶應義塾大学山岳部OBおよび学習院大学山岳部OBらをメンバーとする日本山岳会登山隊（槇有恒、三田幸夫＝11代会長ら）によるカナディアン・ロッキーのアルバータ山への初登頂である。1936年（昭和11年）には立教大学隊（隊長堀田弥一＝日本山岳会会員）がガルワール・ヒマラヤのナンダ・コートに初登頂を果たしている。
日本山岳会の組織・体制も次第に整備されていく。創立以来、事務所は個人宅に置かれ住所も点々としていたが、1929年（昭和4年）に虎ノ門不二屋ビルに図書室を兼ねたクラブルームを設け（虎ノ門ルーム）、1933年（昭和8年）には事務所も同じ場所に置いた。1930年（昭和5年）から「山日記」（登山上の注意、読み物、日記欄、調査事項などから構成されたポケットサイズに日記帳のようなもの。現在、雑誌『山と溪谷』の付録「山の便利帳」として引き継がれている）、「会報」（現在の「山」）を発行している。1931年（昭和6年）、これまでの「規則」を「会則」に変更し、会長・理事制によって運営するように体制を改め、初代会長には小島久太が就任した。1941年（昭和16年）1月には社団法人に組織を変更。1935年（昭和10年）、創立30周年記念事業として、記念講演会、山岳図書展覧会などを催した。1937年（昭和12年）、上高地にウェストンのレリーフを設置したが、太平洋戦争開始の翌年1942年（昭和17年）には敵国イギリスの人物を顕彰することが適わず、取り外された。1945年（昭和20年）5月の空襲で、虎ノ門ルームはそこに収められていた山岳関係の資料・図書とともに焼失してしまった。
戦時中ではあったが、会員数は増え続け、1942年（昭和17年）には1000名を超えた。

### 戦後　日本山岳会の再出発
設立以来、日本山岳会はクラブライフと機関誌の発行を軸に活動してきた。しかしこうした活動は戦後間もなく見直され、1946年（昭和21年）に日本登山協会と合体し、大日本体育協会（現在の日本体育協会）に加盟している。同じ時期、事務所を神田駿河台の岸体育館にあった大日本体育協会内に移転した。同年には新潟県に越後支部が設立されたが、以後相次いで日本各地に支部が設立されていく。1947年（昭和22年）6月には上高地で取り外されていたウェストンのレリーフを復旧、除幕式が行われた。これは現在まで続くウェストン祭の第1回目である。
1960年（昭和35年）、全日本山岳連盟とともに日本山岳協会（日山協）を設立し、日山協が日本体育協会に加盟した。日本山岳会の事務所はその後も、しばらくの間は移転を重ねた。現在の千代田区四番町に移ったのは1978年（昭和53年）である。1962年（昭和37年）には上高地に山荘「神河内山荘」を開設、1973年（昭和48年）にこれを新築して「山岳研究所」とした。その後老朽化が進んだため、1993年（平成5年）に改築竣工された。
この間、海外の高峰を目指す登山熱は一層高まった。特に、ヒマラヤ登山への志向が高まり、日本山岳会の中にヒマラヤ委員会が設置され、会の事業としてマナスル登山の準備が始まった。1次〈1953年（昭和28年）〉・2次〈1954年（昭和29年）〉の登山隊は登頂に至らず撤退。1956年（昭和31年）、3次隊（隊長槇有恒）がマナスル (8,125m) の初登頂に成功した。1970年（昭和45年）、松方三郎（5代・10代会長）を隊長とする日本山岳会登山隊はエベレストに登頂を果たした。同年には、東海支部の登山隊（隊長伊藤洋平）がマカルー峰に東南稜ルートより登頂。そして1980年（昭和55年）、中国側からエベレスト（チョモランマ）に北東稜からの登頂と北壁の初登攀をなし遂げた（隊長渡辺兵力）。
1981年（昭和56年）から5年間、学生たちの海外登山を奨励するため学生部が中国登山協会から天山山脈ボゴダ峰登山の許可を取得。1985年（昭和60年）に「日本山岳会創立80周年海外登山」を実施し、ボゴダ山群、キレン山群、コンロン山群、また、黄河源流のトレッキングなどを加えて三隊の登山隊が中国に向かった。1984年（昭和59年）にはカンチェンジュンガ登山隊を派遣。南峰 (8,491m)、中央峰 (8,478m)、主峰 (8,598m) の縦走を成し遂げ、また、7,800m地点からハンググライダーを飛ばすなどユニークな試みで大きな話題となった。
1988年（昭和63年）、チョモランマ＝サガルマータ（エベレスト8,848m）三国友好登山を実施、登山隊を中国とネパールの両側から頂上を目指し、登頂後はそれぞれ反対側に国境を超えて下山するという交差縦走を行い、中国側からネパール側へ山田昇が縦走し、成功させた（ネパールからは登頂できなかった？）（日本隊総隊長今西壽雄＝第15代会長）。1992年（平成4年）、日中合同登山隊（日本山岳会、中国登山協会）を結成し、当時、世界最高の未踏峰であったナムチャバルワ (7,782m) の初登頂に成功した。
2001年（平成13年）、英文誌「Japanese Alpine News」を創刊し、会の活動を海外に発信する取り組みを始めた。
2005年、創立100周年を迎え、その記念事業の一つとして『日本山岳会百年史』が刊行された。これは「本編」と「続編・資料編」の2冊から成り、編集作業は10年以上に及んだ。ほかにも、約5000kmを踏査した中央分水嶺踏査、全国4000余りの山を解説した『新日本山岳誌』の刊行などの記念事業がある。2012年（平成24年）には社団法人から公益社団法人に移行した。
2014年（平成26年）、山の日が制定された。日本山岳会を中心に山岳5団体（日本山岳協会、日本勤労者山岳連盟、日本山岳会、日本山岳ガイド協会、日本ヒマラヤン・アドベンチャー・トラスト（当時））、および全国「山の日」協議会加盟諸団体や地方自治体などが制定活動を行った。

### 概歴
- 1903年（明治36年）
  - 2月7日 岡野金次郎、ウォルター・ウェストン宅を訪問。
  - 2月12日 小島久太、岡野金次郎、ウォルター・ウェストン宅を訪問。
- 1905年（明治38年）10月14日 登山家の小島烏水（久太）らによって「山岳会」が創立された[12]。
- 1906年（明治39年）
  - 4月5日 『山岳』第1年第1号発刊。
  - 12月末 創期会員390名（うち外国人12名）。
- 1908年（明治41年）5月17日 東京地学協会会館で第1回大会。
- 1909年（明治42年）6月1日 会の名称を「日本山岳会」に改称、会員章を制定。
- 1910年（明治43年）3月1日 ウォルター・ウェストンを名誉会員に推挙[13]。
- 1929年（昭和4年）11月 集会室兼図書室として「虎ノ門ルーム」開設。
- 1930年（昭和5年） 『山日記』第1輯発刊。
- 10月31日 「会報」第1号発刊。
- 1931年（昭和6年）  「規則」を「会則」に変更し、会長・理事制となる。初代会長には小島久太が就任。
- 1937年（昭和12年）8月26日 上高地のウォルター・ウェストンのレリーフを設置[13]。
- 1941年（昭和16年）1月16日 社団法人として認可。
- 1946年（昭和21年）9月1日　日本登山協会と合体し大日本体育会に加盟。
  - 9月1日 事務所を岸記念体育館内に移転。
  - 11月9日 常務役員会で「会報」は今後、会務報告書を中心とするものとし、別途雑誌『山』を発行することを決定。
- 1947年6月14日　ウォルター・ウェストンのレリーフ復旧、除幕式（第1回ウェストン祭）。
- 1948年（昭和23年） 戦後初の『山岳』第43号1号発行。
- 1952年（昭和27年）4月16日 臨時総会でヒマラヤ委員会（会長槇有恒）設置。
- 1960年（昭和35年）5月 全日本山岳連盟と共同で「日本山岳協会（日山協／武田久吉会長）」を設立し、日山協が日本体育協会に加盟。
- 1962年（昭和37年）6月20日　神河内山荘開設。
- 1963年（昭和38年）11月7日 理事・評議委員会でヒマラヤ委員会を解散し、エベレスト委員会設置。
- 1967年（昭和42年）10月8日 「国際山岳連盟 (UIAA)」に加盟。
- 1973年（昭和48年）10月8日 上高地山岳研究所竣工式。
- 1978年（昭和53年）1月29日 現在の千代田区四番町に事務所を移転。
- 1992年（平成4年）4月26日 上高地山岳研究所の改築地鎮祭。
- 1993年（平成5年）4月28日 上高地山岳研究所の改築竣工式
- 2005年（平成17年）
  - 10月15日 創立100周年記念式典開催。
  - 11月 各支部の会員らの編集により『新日本山岳誌』を出版した[14]。
- 2007年（平成19年）
  - 1月 『日本列島　中央分水嶺踏査　報告書』を発行。
  - 3月 『日本山岳会百年史』〈本編〉〈続編・資料編〉を発行。
- 2012年（平成24年）4月 社団法人から公益社団法人に移行。
- 2014年（平成26年）日本山岳協会加盟団体である東京都山岳連盟から退会。

## 歴代会長
1.小島烏水（久太） 《1931年（昭和6年） - 1933年（昭和8年）》
香川県生まれ。号は烏水。横浜商業学校卒業後、横浜正金銀行入行。銀行勤めの傍ら、登山に親しむ。1902年（明治35年）に槍ヶ岳登頂。日本山岳会創立メンバーの一人。文芸評論家、随筆家、浮世絵コレクターとしても著名。著書に『日本アルプス』『槍ケ岳からの黎明』などがあり、『小島烏水全集』が刊行されている。
2.高頭仁兵衛 《1933年（昭和8年） - 1935年（昭和10年）》
新潟県生まれ。本名は式（しょく）。高頭家は江戸時代から続く豪農で、当主は代々「仁兵衛」を名乗り、式は9代目。日本山岳会創立メンバーの一人。日本山岳会初期の活動を財政面から支え、日本最初の山岳百科事典『日本山嶽志』(1906) を著している。新潟県の弥彦山には高頭仁兵衛の碑があり、毎年7月25日に日本山岳会越後支部によって高頭祭が行われている。
3.木暮理太郎 《1935年（昭和10年） - 1944年（昭和19年）》
群馬県生まれ。東京帝国大学文学部哲学科中退。特に奥秩父の山々をくまなく歩き、「奥秩父の父」と呼ばれる。日本におけるヒマラヤ研究の先駆者でもある。東京市史編纂嘱託。著書に『山の憶ひ出』『登山の今昔』などがあり、『木暮理太郎全集』が刊行されている。
4.槇有恒 《1944年（昭和19年） - 1946年（昭和21年）》
宮城県生まれ。慶應義塾大学法学部卒業。在学中に慶應義塾内に山岳会を設立。1921年（大正10年）アイガー東山稜初登攀に成功。1956年（昭和31年）第3次マナスル隊の隊長として初登頂に成功。著書に『わたしの山旅』『山の心』などがあり、『槇有恒全集』が刊行されている。
5.松方三郎（義三郎） 《1946年（昭和21年） - 1948年（昭和23年）》
東京生まれ。父は第6代内閣総理大臣の松方正義。京都帝国大学経済学部卒業。ジャーナリストであり、戦後共同通信社専務理事に就任。1922年（大正11年）、槇有恒たちと積雪期の槍ヶ岳初登頂。ヨーロッパ・アルプスにも多くの足跡を残し、1927年（昭和2年）アイガー東山稜を末端より完登。著書に『アルプス記』などがあり、『松方三郎エッセー集』が刊行されている。
6.武田久吉 《1948年（昭和23年） - 1951年（昭和26年）》
東京生まれ。東京外国語学校、イギリス王立理工科大学植物学科卒業。父は幕末に活躍したイギリスの外交官アーネスト・サトウ。植物学者でもあり、京都帝国大学や北海道帝国大学、九州帝国大学などで講師を務めた。日本山岳会創立メンバーの一人。日本における高山植物研究の先駆者で、尾瀬の自然保護に努めたことでも知られる。著書に『尾瀬と鬼怒沼』『登山と植物』など。
7.槇有恒 《1951年（昭和26年） - 1955年（昭和30年）》
8.別宮貞俊（べっく さだとし） 《1955年（昭和30年） - 1958年（昭和33年）》
東京生まれ。東京帝国大学工科大学電気工学科卒業。逓信省電気試験所技師などを経て、東京工業大学教授に就任。後に実業界に入り、住友電工初代社長、大阪レントゲン製作所会長などを務める。1924年（大正13年）から翌年にかけて逓信事業の研究を目的にヨーロッパにおもむき、アルプスの山々に登る。
9.日高信六郎 《1958年（昭和33年） - 1962年（昭和37年）》
神奈川県生まれ。東京帝国大学法学部卒業後、外務省入省。上海日本大使館参事官、上海総領事、イタリア大使などを歴任。1921年（大正10年）夏、日本人として初めてモンブランに登頂。戦後、外務省研修所長などを務める。著書に『朝の山 残照の山』、編著に『ネパール・ヒマラヤ探検記録』など。
10.松方三郎（義三郎） 《1962年（昭和37年） - 1968年（昭和43年）》
11.三田幸夫 《1968年（昭和43年） - 1973年（昭和48年）》
神奈川県生まれ。慶應義塾大学経済学部卒業。同大山岳部で、槇有恒らと活躍。岩井産業シンガポール支店長などを経て三和興業常務。1925年（大正14年）、槇有恒らとカナディアン・ロッキーのアルバータ山に初登頂。1953年（昭和28年）第1次マナスル遠征隊長を務めた。著書に『わが登高行』『山なみはるかに』など。
12.今西錦司 《1973年（昭和48年） - 1977年（昭和52年）》
京都府生まれ。京都帝国大学農学部卒業。文化人類学者・生態学者として名高く、特に「棲み分け理論」は有名。日本における霊長類研究の基礎を築き、「自然学」の提唱者としても知られる。少年のころから山に親しみ、剱岳源次郎尾根や三ノ窓チンネを初登攀。生涯に登った日本の山は1552座に及ぶ。1942年（昭和17年）大興安嶺への探検隊で隊長。ほかにも多くの探検隊・調査隊で隊長となった。著書に『山と探検』『自然と山と』などがあり、『今西錦司全集』が刊行されている。
13.西堀栄三郎 《1977年（昭和52年） - 1981年（昭和56年）》
京都府生まれ。京都帝国大学理学部卒業。京大助教授から東京電気（現：東芝）に移り、技術者として活躍。戦後、京大に戻り助教授を経て教授。第1次南極観測隊（南極地域観測隊）の副隊長兼越冬隊長。登山活動でも活躍し、1980年（昭和55年）チョモランマ登山隊総隊長。「雪山讃歌」の作詞者でもある。著書に『南極越冬記』『石橋を叩けば渡れない』などがあり、『西堀栄三郎選集』が刊行されている
14.佐々保雄（ささ やすお） 《1981年（昭和56年） - 1985年（昭和60年）》
北海道生まれ。東京帝国大学理学部卒業。北海道大学教授、日本写真測量学会会長などを歴任。日高山脈の氷河地形の研究や地下資源の開発調査に取り組み、青函トンネル建設にあたっては予備調査の段階から従事。著書は地質に関する専門書が多数
15.今西壽雄（いまにし としお） 《1985年（昭和60年） - 1989年（平成元年）》
奈良県生まれ。京都帝国大学農学部卒業。1956年（昭和31年）、日本山岳会第3次マナスル登山隊に参加し、初登頂。建設会社今西組の第三代社長に就任し、大阪万国博覧会でネパール館を建設。1988年（昭和63年）、日・中・ネパール友好登山隊の日本隊の総隊長を務め、交差縦走を成功に導く
16.山田二郎 《1989年（平成元年） - 1993年（平成5年）》
慶應義塾大学経済学部卒業。ヒマラヤ遠征は5回を数える。1992年（平成4年）、日中ナムチャバルワ合同登山隊の日本側総隊長として、初登頂を成功に導く。著書に『登頂ヒマルチュリ』など。
17.藤平正夫 《1993年（平成5年） - 1995年（平成7年）》
富山県生まれ。京都帝国大学卒業。北陸銀行専務などを務める。1958年（昭和33年）、京大学士山岳会遠征隊のメンバーとして、チョゴリザ初登頂に成功。著書に『今は風に語らしめよ 剣・アンナプルナ・チョゴリザ』『登山と人生』（述）など。
18.村木潤次郎 《1995年（平成7年） - 1997年（平成9年）》
大阪生まれ。早稲田大学理工学部卒業。理学博士。早大鋳物研究所所員の後、新日本製鐵勤務を経て、理学電機常務取締役、ドッドウエル ビー・エム・エス社長などを歴任。1953年（昭和28年） - 1956（昭和31）年、日本山岳会が組織した1次から3次のマナスル登山隊に参加。1959年（昭和34年）、ヒマルチェリ登山隊で隊長を務める。1991年（平成3年）には、ナムチャバルワ登山隊副総隊長。著書に『ヒマルチュリ 雪原と氷壁の山』『雪男探検記』（訳）など
19.齋藤惇生（さいとう あつお） 《1997年（平成9年） - 1999年（平成11年）》
熊本県生まれ。京都大学医学部卒業。外科医。新河端病院名誉院長。1962年（昭和37年）サルトロ・カンリ初登頂、1990年（平成2年）シシャパンマ峰登頂。編著に『北アルプス大日岳の事故と事件』。
20.大塚博美 《1999年（平成11年） - 2003年（平成15年）》
明治大学卒業。1970年（昭和45年）、日本山岳会エベレスト登山隊で登攀隊長として参加、松浦輝夫、植村直己の2人を日本人として初登頂に導く。著書に『マナスル登山記』（共著）など
21.平山善吉 《2003年（平成15年） - 2007年（平成19年）》
千葉県生まれ。日本大学旧工学部（現・日本大学理工学部）建築学科卒業。日本大学教授、のちに名誉教授。工学博士。第1次南極観測隊（南極地域観測隊）に最年少隊員として参加。第2、第3次南極観測隊（南極地域観測隊）にも加わる。昭和基地の設計と建設で大きな役割を果たす。1995年（平成7年）、日大エベレスト登山隊総隊長を務め、未踏ルートからの登頂に挑戦し成功。著書に『エベレスト遙かなり』『南極・越冬記』など
22.宮下秀樹 《2007年（平成19年） - 2009年（平成21年）》
慶應義塾大学法学部卒業。1959年（昭和34年）、日本山岳会第2次エベレスト南壁偵察隊隊長。1980年（昭和55年）、日本山岳会チョモランマ登山隊北壁隊長として参加、初登頂に導く。
23.尾上昇 《2009年（平成21年） - 2013年（平成25年）》
愛知県生まれ。日本大学理工学部卒業。OMC株式会社代表取締役。日本食品機械工業会会長。1966年（昭和41年）、グリーンランド3000メートル峰に世界で2番目に登頂。東海支部長時代にヒマラヤ遠征を成功に導くなど多くの実績を上げる。
24.森武昭 《2013年（平成25年） - 2015年（平成27年）》
芝浦工業大学大学院工学研究科電気工学専攻修士課程修了。神奈川工科大学副学長・理事・創造工学部教授。工学博士（昭和55年 京都大学）1995年（平成7年）、日本学術振興会第31回秩父宮記念学術賞受賞。国立極地研究所運営会議委員・南極観測委員会副委員長・機会部会主査、相模原市環境審議会委員、日本山岳文化学会理事、NPO法人「富士山測候所を活用する会」理事、全国小水力利用推進協議会理事
25.小林政志 《2015年（平成27年） - 2019年（平成31年）》
東京都生まれ。中央大学経済部卒業。1972年（昭和 47年）、中央大学アピ登山隊としてアピ登頂。1976年（昭和 51年）、日本山岳会登隊としてナンダデヴィ縦走。1984年（昭和 59年）、日本山岳会登隊としてカンチェンジュンガ縦走。
26.古野淳《2019年（平成31年） - 2023年（令和5年）》
福岡県生まれ。日本大学文理学部地理学科卒業。1986年（昭和61年）、日本大学ヒマルチュリ登山隊南稜より初登攀。1981年（昭和56年）3 月、黒部横断鹿島槍ヶ岳 - 剱岳。1982年（昭和57年）3 月、知床半島全山スキー縦走。1982年（昭和57年）12 月、北鎌尾根 - 西穂高岳縦走。1983年（昭和58年）3 月、 北海道中央高地全山スキー縦走。1995年（平成7年）、 日本大学エベレスト登山隊北東稜より初登攀。朝日スポーツ賞受賞。
27.橋本しをり《2023年（令和5年） - 》
東京女子医大山岳部OG、1997年（平成9年）から同部監督。女子登攀クラブ。日本山岳ガイド協会監事。日本登山医学会理事第一副会長。1983年（昭和58年）ブータン・ジチュダケ、1986年（昭和61年）天山・トム―ル、1987年（昭和62年）ペルー・ピスコ、トクラヤフなど登攀。2002年（平成14年）日中友好チョー・オユー女子合同登山隊隊長、2005年（平成17年）日中友好チョモランマ女子合同医学登山隊隊長。沢田はしもと内科院長。

## 活動内容

### 概略
日本最初の登山クラブとして、設立以来日本人による内外の登山活動を牽引し、また支えてきた。なかでもアルバータ山初登頂（1925年〈大正14年〉）、マナスル初登頂〈1956年（昭和31年）〉、ナムチャバルワ初登頂〈1992年（平成4年）〉などは高く評価されている。ほかにも文化活動や上高地や尾瀬を中心にした自然保護活動にも取り組んできている。また、高所医学の研究、マッキンリーの気象観測や自然エネルギー利用の研究、出版や講演なども行っており、最近は「山の日」制定の活動など、山を軸にして多岐に及ぶ。

### 委員会の主な対外活動
財務委員会、総務委員会、デジタルメディア委員会、山岳編集委員会、会報編集委員会、図書委員会、図書管理委員会、資料・映像委員、海外委員会、集会委員会、山岳研究所運営委員会など日本山岳会の運営に直接かかわるもののほか、次のような委員会があり、各種の啓蒙活動や自然保護活動、社会貢献活動を行っている。
- 自然保護委員会

自然保護に関連し、毎月定例の委員会の開催、支部委員との情報交換、自然保護全国集会の開催、機関誌『木の目草の芽』の発行、自然観察山行、シンポジウム・講演会開催、調査研究活動に取り組んでいる。また、他の山岳団体との情報交換なども行っている。
- 科学委員会

山に関係した科学に関連し、最近の動向や新たな知見の紹介・普及などに取り組み、登山と山岳文化の発展に寄与することを目的として、シンポジウム・講演会・探索山行などを開催している。また、「中央分水嶺踏査」事業や様々な「探索山行」など特定のテーマについて、プロジェクトチームを作って、研究や実用化促進などを行っている。
- 医療委員会

日本山岳会の後援か否かにかかわらず海外登山隊に医師を推薦している。ほかにも公開性の強い委員会の開催、会員に限ることなく登山愛好者からの医療相談などにも対応している。
- YOUTH CLUB

2012年（平成24年）4月に発足した若手を主体とする委員会。登山愛好者の登山技術の向上を図るため、机上講習会のほか、沢登り、縦走、雪山、クラシックルート登攀、フリークライミング、山スキー、雪上訓練、雪崩講習など登山全般に渡る実地訓練も開催している。こうした活動を通して中堅・若手会員の育成や獲得を図ることを目的としている。
- 高尾の森づくりの会

自然保護委員が中心となって、2001年（平成13年）1月に発足した森林ボランティアの市民団体。裏高尾小下沢（こげざわ）の国有林を国から開放してもらい、国土緑化推進機構からの資金援助と森林管理署の技術指導を受けながら、荒れた森の手入れや植林作業に取り組んでいる。具体的な活動として「広葉樹を植樹することで針葉樹と広葉樹の混交林の造成を推進」「人工林の間伐によりスギ・ヒノキの巨樹林を目指す」「登山道や歩道の整備、つる切り、下刈り、風景林の修景作業」「森の研修会や子供キャンプ、自然観察会、森づくりボランティア活動支援」などがある。会報「高尾の森通信」を発行。

### 主な対外活動
- 秩父宮記念山岳賞

1998年（平成10年）に創設。登山が好きで山に造詣が深かった秩父宮雍仁（やすひと）親王およびその妃の事跡を記念するために設けられた賞。対象は「登山活動の分野と山に関する文化的活動および学術的業績の分野において顕著な活動もしくは業績のあった個人またはグループ」とされ、現在は会員に限定されない。受賞者の表彰式は毎年、日本山岳会年次晩餐会で行われ、受賞者には表彰状および副賞が授与される。第1回の受賞は薬師義美（日本山岳会京都支部副支部長、大谷高校教諭）による『新版・ヒマラヤ文献目録』の作成とヒマラヤ関係著作翻訳書の刊行と三枝礼子（日本山岳会会員、翻訳家）による『ネパール語辞典』の編著に対するもの。
- 海外登山助成金（旧海外登山基金）

1989年（平成元年）に創設。海外登山の振興を目的に、海外登山を計画する個人・団体（外国隊は当面対象としない）に助成をする。対象は会員に限らない。最初の助成対象となったのは1990年（平成2年）の日本山岳会東海支部（日中友好天山山脈雪蓮峰登山隊）と日本山岳会青年部・高所登山委員会（日本山岳会第1次パミール登山隊）。これまで厳格な審査を通して、先鋭的な登山隊に交付されてきた。
- 雪山天気予報

気象遭難防止を目的とした冬山の天気予報を配信する事業で2008年（平成20年）末から始まったサービス。北アルプス（北部・南部）と八ヶ岳のエリアを対象に、冬期は正月を挟んで約1カ月、春期はゴールデンウィークを中心に無料で配信。期間中は登録されたメールアドレスに毎日発信される。会員でなくても利用可能である。携帯電話の使用が可能であれば、登山中でも受信できる。気象予報士は猪熊隆之（株式会社ヤマテン 代表）。登録用アドレス：http://www.everest.jp/jacweather/
- 登山道調査

日本山岳会と国土交通省国土地理院側図部が協定を結んで行われる「国土地理院が整備する地図における登山道情報の正確性を維持 ・向上させることにより、登山者等の安全性向上に資することを目的とする」（登山道情報の交換に関する協力協定書第1条）取り組み。会員が各自の責任で行った登山中に得た登山道情報を日本山岳会に送り、会はそれを整理・保管し、定期的に国土地理院に提供する。国土地理院で確認後、電子国土基本図に反映させる。

## 会員による主な初登頂・初縦走・初踏破
（名誉会員・登頂当時会員でなかった者、登山隊長含む）

### 国内
- 1904年（明治37年）7月（会設立以前）
  - 南アルプス鳳凰三山地蔵岳オベリスク《初登頂》W・ウェストン
  - 南アルプス仙丈ヶ岳《外国人初登頂》W・ウェストン
- 1905年（明治38年）9月（会設立以前）
  - 北アルプス前穂高岳《記録にある日本人による前穂高岳登山第1号》鵜殿正雄ら
  - 丹沢塔ノ岳《記録にある丹沢登山の最初》武田久吉、高野鷹蔵、河田黙ら
- 1906年（明治39年）8月
  - 岩手山《女性として初登頂》野口幽香子
  - 奥秩父国師ヶ岳 - 金峰山《奥秩父主稜縦走の初めての記録か》荻野音松ら
- 1909年（明治42年）7月 北アルプス/剱岳《登山者として初登頂》吉田孫四郎、石崎光瑤、河合良成ら
- 1909年（明治42年）8月 北アルプス/前穂高岳 - 北穂高岳 - 槍ヶ岳《登山者として初縦走》鵜殿正雄ら
- 1910年（明治43年）
  - 5月 白山《残雪期初登頂》石崎光瑤ら
  - 8月 北アルプス/毛勝山《登山者として初登頂》田部重治ら
- 1911年（明治44年）7月 北アルプス/ワサビ沢 - 明神岳主峰 - 前穂高岳《初縦走》小島烏水ら
- 1912年（明治45年）7月 南アルプス鋸岳第1高点《登山者として初登頂》小島烏水、岡野金次郎ら
- 1912年（明治45年）7月 南アルプス光岳 - 赤石岳《南アルプス南部主脈縦走の初の記録》中村清太郎ら
- 1912年（大正元年）8月
  - 北アルプス/奥穂高岳 - 西穂高岳《登山者として初縦走》鵜殿正雄ら
  - 北アルプス/槍ヶ岳東稜《初登攀》W・ウェストンら
  - 北アルプス/奥穂高岳東稜《初登攀》W・ウェストンら
- 1913年（大正2年）7月 北アルプス/剱岳別山尾根《下降初踏破》近藤茂吉ら
- 1915年（大正5年）7月
  - 北アルプス/毛勝山 - 赤谷山 - 大窓《初縦走》木暮理太郎、田部重治ら
  - 北アルプス/三ノ窓 - 剱岳《初縦走》木暮理太郎、田部重治ら
- 1917年（大正6年）7月 北アルプス/早月尾根から剱岳《初登攀》冠松次郎、飯塚篤之助ら
- 1919年（大正8年）11月 足利山系/皇海山《記録に残る初登頂？》木暮理太郎、藤島敏男
- 1920年（大正9年）7月
  - 谷川連峰/茂倉岳 - 一ノ倉岳 - 谷川岳《記録に残る谷川連峰初縦走》藤島敏男、森喬ら
  - 北アルプス/黒部川上ノ廊下（上廊下）《初踏破・初下降》 田中喜左衛門ら
- 1922年（大正11年）
  - 3月 北アルプス/槍ヶ岳《積雪期初登頂》槇有恒ら
  - 4月
    - 北アルプス/立山温泉 - 立山《積雪期初登頂》三田幸夫ら
    - 北アルプス/室堂 - 剱岳《積雪期初登頂》三田幸夫ら
- 1924年（大正13年）3月 北アルプス/奥穂高岳《積雪期初登頂》三田幸夫ら
- 1925年（大正14年）
  - 1月 北アルプス/雄山《厳冬期初登頂》三田幸夫ら
  - 3月
    - 南アルプス/仙丈ヶ岳《積雪期初登頂》西堀栄三郎、田中喜左衛門ら
    - 南アルプス/間ノ岳〜北岳《積雪期初登頂》西堀栄三郎ら

  - 7月 北アルプス/剱岳源次郎尾根《末端から初登攀》今西錦司ら
  - 8月
    - 北アルプス/北穂高岳滝谷 - A沢《初登攀》藤木九三ら
    - 北アルプス/剱岳池ノ谷・右俣《初登攀》石黒清蔵ら
    - 北アルプス/黒部川下ノ廊下（下廊下）《核心部初遡行》冠松次郎、沼井鐵太郎、岩永信雄ら
- 1926年（大正15年）
  - 1月 朝日連峰/大朝日岳《積雪期初登頂》沼井鐵太郎、吉田稔巳、岩永信雄ら
  - 4月 北アルプス/赤牛岳・野口五郎岳・烏帽子岳《積雪期初登頂》 西堀栄三郎、今西錦司ら
  - 7月 北アルプス/剱岳八ツ峰5峰長次郎谷側フェース《初登攀》 西堀栄三郎ら
- 1927年（昭和2年）
  - 1月 富士山《積雪期女性初登頂》佐藤テル（旧姓中村/中村テル）
  - 8月 北アルプス/剱岳チンネ北壁《初登攀》 西堀栄三郎、今西錦司ら
- 1929年（昭和4年）
  - 8月
    - 北アルプス/剱岳東大谷左俣《初登攀》吉沢一郎ら
    - 北アルプス/槍ヶ岳子槍《女性初登頂》 - 西穂高岳《女性初縦走》黒田初子

  - 12月 北アルプス/唐松岳 - 五竜岳《厳冬期初登頂・初縦走》堀田弥一ら
- 1930年（昭和5年）
  - 3月 北アルプス/唐松岳 - 白馬岳《積雪期初縦走》堀田弥一ら
- 8月
  -     - 北アルプス/鹿島槍ヶ岳東尾根《初登攀》冠松次郎ら
    - 北アルプス/剱岳 三ノ窓谷・函ノ谷《初登攀》 - 八ッ峰上部《女性初登頂》黒田初子

  - 12月 北アルプス/鹿島槍ヶ岳《厳冬期初登頂》堀田弥一ら
- 1931年（昭和6年）
  - 1月 北アルプス/槍ヶ岳《厳冬期女性初登頂》黒田初子
  - 4月 中央アルプス/空木岳中田切川本谷《積雪期初登攀》小池文雄ら
- 1931年（昭和6年）12月 - 1932年（昭和7年）1月 北アルプス/槍ヶ岳 - 奥穂高岳ジャンダルム《厳冬期初縦走》堀田弥一ら
- 1931年（昭和6年）12月 - 1932年（昭和7年）1月 北アルプス/槍ヶ岳 - 北穂高岳 - 西穂高岳《厳冬期初縦走》加藤泰安ら
- 1931年（昭和6年）12月 - 1932年（昭和7年）1月 富士山/アオナメ沢 - 剣ヶ峰大沢右岸《極地法により積雪期初登頂》西堀栄三郎、今西錦司ら
- 1933年（昭和8年）1月 北アルプス/赤牛岳《厳冬期初登頂》小池文雄
- 1934年（昭和9年）3月 鳥海山《スキー初登頂》畠中善哉ら
- 1935年（昭和10年）3月 北アルプス/鹿島槍ヶ岳北壁右ルンゼ《積雪期初登攀》今西壽雄ら
- 1942年（昭和17年）12月 北アルプス/槍ヶ岳北鎌尾根《末端から積雪期初登攀》 山田二郎ら

※典拠・参考資料は脚注参照

### 海外
- 1918年（大正7年）10月 シッキムヒマラヤ/黒カブア（カブール/4810m）（初登頂）鹿子木員信
- 1921年（大正10年）
  - 8月 アルプス/モンブラン (4,807m)《日本人として初登頂》日高信六郎
  - 9月 アルプス/アイガー (3,970m) 東山稜《初登攀》槇有恒
- 1925年（大正14年）7月 カナディアン・ロッキー/アルバータ山 (3,619m)《初登頂》槇有恒、三田幸夫ら
- 1927年（昭和2年）8月 アルプス/アイガー東山稜を末端より完登 松方三郎、浦松佐美太郎
- 1928年（昭和3年）8月 アルプス/ヴェッターホルン (3,701m) 南西稜《初登攀》浦松佐美太郎
- 1929年（昭和4年）9月 アルプス/モン・モディ (4,465m) 東南壁《初登攀》各務良幸
- 1934年（昭和9年）12月〜1935年（昭和10年）1月 朝鮮半島/白頭山 (2,744m)《冬季初登頂》今西錦司、西堀栄三郎ら
- 1936年（昭和11年）10月 ガルワール・ヒマラヤ/ナンダ・コット (6861m)《初登頂》堀田弥一（隊長）ら
- 1956年（昭和31年）5月 ネパール・ヒマラヤ/マナスル (8,125m)《初登頂》 日本山岳会第3次登山隊（隊長槇有恒）、今西壽雄（登頂者）
- 1958年（昭和33年）
  - 7 - 8月 カラコルム・ヒマラヤ/チョゴリザ北東峰 (7554m)、カベリ・ピーク (6,950m)、コンダス・ピーク (6758m)（初登頂）、桑原武夫（隊長）、藤平正夫ら
  - 8 - 12月 ネパール・ヒマラヤ/ムクト・ヒマール無名峰4座 (5,740 - 6,050m)《初登頂》川喜田二郎（隊長）ら
- 1960年（昭和35年）5月 ネパール・ヒマラヤ/ヒマルチュリ (7,864m)《初登頂》山田二郎（登山隊長）ら
- 1962年（昭和37年）
  - 5月 ネパール・ヒマラヤ/ヌプチュー (6,690m)《初登頂》中尾佐助（登山隊長）ら
  - 7月 カラコルム・ヒマラヤ/サルトロ・カンリ (7,742m)《初登頂》四手井綱彦（登山隊長）、齋藤惇生ら
- 1965年（昭和40年）7月 ヒンドゥークシュ/コー・イ・ユミ (6,120m)《初登頂》大分ヒンドゥークシュ登山隊（隊長矢野真/現日本山岳会東九州支部）※第2登という資料もあり[32]
- 1966年（昭和41年）7月 アラスカ/フォラカー (5,304m) 東面《初登攀》日本山岳会学生部（隊長錦織英夫）
- 1969年（昭和44年）7月 ヒンドゥークシュ/ヒム・ゾム (6,441m)《初登頂》日本山岳会山陰支部（隊長藤井信一郎）
- 1970年（昭和45年）
  - 5月
    - ネパール・ヒマラヤ/エベレスト (8,848m) 南東稜《日本人初のエベレスト登頂》 日本山岳会エベレスト登山隊（総隊長松方三郎、登攀隊長大塚博美）、松浦輝夫・植村直己ら
    - ネパール・ヒマラヤ/アンナプルナIII峰 (7,555m) 南西稜《初登攀》田部井淳子ら
    - ネパール・ヒマラヤ/マカルー (8,481m) 東南稜《初登攀》日本山岳会東海支部（総隊長伊藤洋平、登攀隊長原真）
- 1971年（昭和46年）7月 ヒンドゥークシュ/ティリッチ・ミール (7,708m) 南稜新ルート《初登攀》日本山岳会石川支部（隊長増江俊三）
- 1973年（昭和48年）5月 ネパール・ヒマラヤ/ヤルン・カン（カンチェンジュンガ西峰、8,505m）《初登頂》西堀栄三郎（隊長）ら
- 1975年（昭和50年）
  - 5月 ネパール・ヒマラヤ/エベレスト (8,848m)《女性初登頂》田部井淳子ら
  - 8月 カラコルム・ヒマラヤ/マルビティン中央峰 (7,260m)（初登頂）日本山岳会岩手支部（隊長笠原潤二郎）
- 1976年（昭和51年）10月 ガルワール・ヒマラヤ/ドゥナギリ (7,066m)《北稜初登攀》日本山岳会学生部（隊長牧野内昭武）
- 1979年（昭和54年）9 - 10月　インド・ヒマラヤ/シックル・ムーン (6,574m) 南東稜およびブラマーI峰（6,416m）北東稜《初登攀》日本山岳会学生部（隊長伝田勝彦）
- 1980年（昭和55年）5月 チベット・ヒマラヤ/エベレスト（チョモランマ、8,848m）北壁《初登攀》、チベット側からの外国人初登頂 日本山岳会チョモランマ登山隊（隊長渡辺兵力）、加藤保男、重廣恒夫ら
- 1981年（昭和56年）
  - 8月 カラコルム・ヒマラヤ/k2 (8,611m) 西稜《初登攀》、松浦輝夫（隊長）ら
  - 10月 ネパール・ヒマラヤ/ランタン・リ (7,239m)《初登頂》山田昇ら
- 1982年（昭和57年）
  - 8月 新疆ウイグル/ボゴダ（ボグド・オーラ）第2高峰 (5,362m)《初登頂》日本山岳会学生部（隊長磯野剛太）
  - 12月 ネパール・ヒマラヤ/エベレスト (8,848m)《冬季日本人初登頂》加藤保男（隊長）ら
- 1984年（昭和59年）
  - 2月 アラスカ/マッキンリー (6,194m)《冬季単独初登頂》植村直己
  - 5月 ネパール・ヒマラヤル/カンチェンジュンガ南峰 (8,491m) - 中央峰 (8,478m)《初縦走》日本・ネパールカンチェンジュンガ登山隊（隊長鹿野勝彦）、重廣恒夫ら
- 1985年（昭和60年）7月 カラコルム・ヒマラヤ/マッシャブルム (7,821m) 北稜 - 北西壁《初登攀》重廣恒夫ら
- 1988年（昭和63年）7月 ヒンドゥ・ラージ・ヒマラヤ/シャハーンドグ (6,320m)《初登頂》根深誠（隊長）ら
- 1990年（平成2年）8月 新疆ウイグル/雪蓮峰 (6,627m)《初登頂》日本山岳会東海支部日中友好登山隊（隊長徳島和男）
- 1992年（平成4年）
  - 6月 ニューギニア/カルステンツピラミッド (4,884m)《日本人初登頂》田部井淳子 七大陸最高峰登頂女性初
  - 10月 チベット・ヒマラヤ/ナムチャバルワ (7,782m)《初登頂》日中合同ナムチャバルワ第2次登山隊（日本側総隊長山田二郎）
- 1993年（平成5年）7月 新疆ウイグル/クラウン (7,295m)《初登頂》日本山岳会東海支部日中友好登山隊（隊長徳島和男）
- 1995年（平成7年）5月 チベット・ヒマラヤ/マカルー (8,463m) 東稜《初登攀》日本山岳会マカルー登山隊（隊長重廣恒夫）
- 1996年（平成8年）7月 カラコルム・ヒマラヤ/ウルタール・サールII峰 (7,388m)《初登頂》山崎彰人、松岡清司
- 1997年（平成9年）7月 カラコルム・ヒマラヤ/k2 (8,611m) 西稜 - 上部西壁《初登攀》日本山岳会東海支部（隊長田辺治）
- 2004年（平成16年）9月 チベット/パチュムハム (6,529m)《初登頂》、ギャンゾン・カン岩峰 (6,080m) 東壁から初登頂 日本山岳会関西支部（隊長大西保）
- 2004年（平成16年）9月 ネパール・ヒマラヤ/チブ・ヒマール (6,650m)《初登頂》日本山岳会学生部（隊長和田岳史）
- 2006年（平成18年）9月 ネパール/パンバリ・ヒマール (6,778m)《初登頂》日本山岳会学生部（隊長加藤好美）
- 2012年（平成24年）8月 インド・ヒマラヤ/無名峰 (6,165m)《初登頂》日本山岳会学生部（隊長大堀泰祐）。後に「クツパ・カンリ（ラダック語で「可能性」）」と命名。
- 2024年（令和6年）10月 ネパール/プンギ (6,524m)《初登頂》日本山岳会学生部（隊長井之上巧磨）[33]

※典拠・参考資料は脚注参照

## 主な著名人会員（歴代会長除く）
（50音順）

### 創期会員名簿登載者〈1905年（明治38年）10月創立 - 1906年（明治39年〉末〉
- 安倍能成 - 哲学者・教育者。貴族院議員、学習院長、幣原内閣文部大臣
- 鵜殿正雄 - 博物学同志会会員。穂高岳登山の開拓者。1909年（明治42年）前穂高岳 - 槍ヶ岳を初縦走。
- 小山内薫 - 演出家・劇作家・詩人
- 久保田俊彦（島木赤彦）- 教育者・歌人
- 志賀重昂 - 特別会員・名誉会員、哲学者
- 島崎春樹（島崎藤村）- 詩人・作家
- 田山録弥（田山花袋）- 作家
- 牧野富太郎 - 植物学者
- 柳田國男 - 民俗学者

※典拠・参考資料は脚注参照

### 創期会員名簿から約10年間〈1907年（明治40年）から約10年間〉の入会者
- 伊井蓉峰 - 俳優
- 上原専禄 - 西洋史学者
- 加賀正太郎 - 実業家。ニッカウヰスキーの前身、大日本果汁（株）の創業に参画。
- 河合良成 - 農商務官僚・政治家・実業家。第1次吉田茂内閣で厚生大臣。小松製作所社長
- 竹内栖鳳 - 日本画家
- 田辺朔郎 - 土木工学者。琵琶湖疏水の設計監督者
- 内藤久寛 - 特別会員。実業家。日本石油の創立者
- 那珂通世 - 東洋史学者
- 長谷川万次郎（長谷川如是閑） - ジャーナリスト
- 福澤桃介　実業家・政治家。福澤諭吉の女婿。大同電力（現：関西電力）や東邦電力（現：中部電力）などを設立、「日本の電力王」と呼ばれる。
- 藤山愛一郎　実業家・政治家。大日本製糖社長。岸信介内閣（第1次改造内閣、第2次内閣、第2次改造内閣）で外務大臣。
- 山本宣治 - 生物学者・政治家
- 結城豊太郎 - 銀行家・政治家。日本興業銀行第6代総裁。林銑十郎内閣で大蔵大臣と拓務大臣および企画庁総裁。第15代日本銀行総裁。
- 与謝野寛（与謝野鉄幹） - 歌人

※典拠・参考資料は脚注参照

### その他近年の著名人会員
- 石川直樹 - 探検家、写真家
- 今井通子 - 医師、登山家。女性初のアルプス三大北壁完登
- 岩崎元郎 - 登山家。登山教室「無名山塾」主宰。新日本百名山を選定
- 植村直己 - 登山家、冒険家。国民栄誉賞を受賞。
- 内海孚 - 元大蔵省財務官、元慶應義塾大学教授、日本格付研究所取締役社長
- 梅棹忠夫（名誉会員）- 生態学者・民族学者
- 川喜田二郎（名誉会員）- 地理学者・文化人類学者
- 小疇尚 - 明治大学名誉教授。自然地理学
- 桑原武夫 - フランス文学者、京都大学教授、京都大学人文学研究所所長などを歴任。
- 小泉武栄 - 東京学芸大学教授。自然地理学、地生態学、第四紀学。
- 白川義員 - 写真家
- 白簱史朗 - 写真家
- 谷垣禎一 - 政治家。第24代自由民主党総裁。第2次安倍晋三内閣で法務大臣
- 田部井淳子 - 登山家。エベレストの世界初の女性登頂者。女性で世界初の七大陸最高峰登頂者。
- 秩父宮雍仁親王（名誉会員）　皇族。昭和天皇の弟、上皇明仁の叔父。
- 堂本暁子 - ジャーナリスト、政治家。元参議院議員。元千葉県知事。
- 中尾佐助 - 植物学者。大阪府立大学教授、鹿児島大学教授などを歴任。「照葉樹林文化論」を提唱。
- 中嶋嶺雄 - 政治学者。元東京外国語大学学長。国際教養大学学長。
- 今上天皇 - 第126代天皇。
- 西丸震哉 - 食生態学者、登山家、探検家
- 貫田宗男 - 登山家。
- 根深誠 - 文筆家、登山家。白神山地の世界遺産登録で活躍。
- 野口健 - 登山家。七大陸最高峰世界最年少登頂記録を樹立。
- 橋本龍太郎 - 政治家。第17代自由民主党総裁。厚生大臣などを経て第82・83代総理大臣
- 深田久弥 - 作家、登山家。『日本百名山』の著者
- 船村徹 - 作曲家
- 本多勝一 - ジャーナリスト。元『朝日新聞』記者
- 寬仁親王 - 上皇明仁の従弟
- 棟方志功 - 版画家
- 望月達夫（名誉会員、元副会長）。登山家、実業家。元和光証券副社長
- 渡辺玉枝 - エベレスト女性最高齢登頂

## 施設
- 日本山岳会図書室（東京都千代田区）

日本山岳会本部に併設され、蔵書数は1万5000冊余り。蔵書の多くは会員からの寄贈によるもので、貴重な図書や私家版も少なくない。受入図書は会報「山」で毎月報告される。
- 上高地山岳研究所（長野県松本市安曇上高地）

略称「山研」。地下1階、地上2階、延床面積246m2（74.5坪）。山岳に関する研究会、講習会などが行われる。また、会員およびその家族、関係者・海外山岳団体などが宿泊利用できる。

## 発行物

### 定期刊行物
- 会報「山」（月刊）

編集は日本山岳会会報編集委員会。内外の山岳情報・論文、各委員会の活動報告、会員間の交流、会員通信、図書紹介などを掲載。毎月20日発行。会報の創刊は1930年（昭和5年）10月。戦後第1号〈1946年（昭和21年）4月〉通算133号から「山」という誌名となった。
- 『山岳』（年刊）

編集は日本山岳会山岳編集委員会。機関誌として会の動向、山岳関連の論文、図書紹介、追悼記事などを掲載。年1回発行。創刊は1906年（明治39年）4月。
- “Japanese Alpine News”

編集は日本山岳会英文ジャーナル委員会。日本および海外の価値ある登山記録を英文で海外に発信。年1回発行。

### 日本山岳会編集の主な書籍
- 『新日本山岳誌』　編集：日本山岳会/発行：ナカニシヤ出版/2005年11月15日

全国4000山の情報を網羅。
- 『写真で見る日本山岳会の100年』　編集：日本山岳会資料映像委員会/発行：日本山岳会/2005年10月15日

日本山岳会の歴史を写真とともに記録した小冊子。
- 『日本列島　中央分水嶺踏査報告書』　編集：日本山岳会中央分水嶺踏査委員会/発行：日本山岳会/2007年1月30日

創立100周年記念事業のひとつとして行われた、日本列島の中央分水嶺約5,000km踏査の報告書。全行程のデータをCDに収録
- 『日本山岳会百年史』〈本編〉〈続編・資料編〉　編集：日本山岳会百年史編纂委員会/発行：日本山岳会/2007年3月30日

日本山岳会の100年を論文形式でたどる「本編」と「続編」、百年史年表や歴代役員、歴代支部長などを収めた「資料編」からなる。
- 『愛知県の山』新・分県登山ガイド No.22　日本山岳会東海支部 著/発行：山と溪谷社/2006年11月/改訂版2010年3月
- 『東海・北陸の200秀山』 上・下巻　日本山岳会東海支部 編/発行：中日新聞社/2009年10月
- 『山の救急医療ハンドブック』 日本山岳会医療委員会 著/発行：山と溪谷社/2005年7月
- 『山は知っている?環太平洋一周環境調査登山の記録』 日本山岳会東海支部 編著/発行：マック出版/1998年5月
- 『名古屋周辺山旅徹底ガイド?台高・鈴鹿・奥美濃』 日本山岳会東海支部 編/発行：中日新聞本社/1995年12月
- 『名古屋周辺山旅徹底ガイド（続）?裏木曽・東濃・奥三河』 日本山岳会東海支部 編/発行：中日新聞本社/1996年3月
- 『山城三十山』 日本山岳会京都支部 編著/発行：ナカニシヤ出版/ 1994年11月
- 『名古屋からの山なみ』 日本山岳会東海支部 編/発行：中日新聞本社/1991年6月/改訂版1994年11月

このほかメールマガジン「日本山岳会だより」（不定期）があり、各支部でも支部報・周年記念誌を発行している。

## ナイロンザイル事件
1955年（昭和30年）1月2日、三重県鈴鹿市の山岳会である岩稜会メンバー3人が前穂高岳東壁で登攀中に、新品のナイロン製ザイルが切断し、墜死者が出る事故が発生した。さらに、この事故に前後して2件のナイロンザイル切断による事故が発生しており、ナイロン製ザイルに対して強度・安全面からの不安が持たれることになった。
当時出回り始めたナイロン製ザイルは、従来の麻製ザイルに比べ強度面で数倍し取り回しも容易であるとしてメーカーが普及を進めており、ザイルの製造メーカーの東京製綱は、大阪大学工学部教授で日本山岳会関西支部長の篠田軍治の指導を仰ぎ、同年4月29日東京製綱蒲郡工場（愛知県蒲郡市）において、山岳関係者・新聞記者らの集まった中で原因究明のための公開実験が行われた。
前穂高岳東壁の事故で死亡した犠牲者の実兄である石岡繁雄は、個人的に行った実験で、ナイロンザイルは岩壁登攀時には鋭角の岩角に掛かると人間の体重程度の重量で簡単に切断することを突き止めており、篠田も、研究室での実験を行いこの結論を肯定していた。しかし篠田は、実験前に岩角に丸みをつけるなどして誤ったデータが出るように細工し、結果、ナイロン製ザイルは麻製ザイルに比べて数倍の強度を持つ、という誤りの結果が得られ、そのように報道がなされた。
日本山岳会は『1956年版 山日記』にも、蒲郡での公開実験のデータを基にしたナイロン製ザイルの強度に関する篠田の記述を掲載し、さらに、岩稜会は登攀者の技量未熟をナイロンザイルによるものとしている、と主張した。
この件は作家の井上靖によって朝日新聞に連載された『氷壁』によって世に広く知られることになった。この間、石岡および岩稜会は、篠田、メーカー、日本山岳会の理事会に対し、誤りを正し、問題の所在を明らかにしてナイロンザイルの限界性を明示すべきであると公開質問状などで訴えたが、納得のいく回答は得られなかった。
その後もナイロン製のザイルが切断する登山事故は相次ぎ、1973年（昭和48年）6月、岩稜会の長年にわたる主張が認められ、「消費生活用製品安全法」が制定されて登山用ロープ（ザイル）は同法の対象となった。同法に基づき、1975年（昭和50年）6月には登山用ロープの安全基準が官報で公布され、日本において世界で初めてのザイルの安全基準が制定された。これによって、問題とされた8ミリナイロンザイルは二重にして使用しても登山用としては認められないものとなった。
安全基準の実施後、日本山岳会は『1977年版 山日記』に『1956年版 山日記』で「登山用ロープについて編集上不行届があった。そのため迷惑をうけた方々に対し、深く遺憾の意を表する」 として、21年ぶりに実質的に訂正となる「お詫び」を掲載した。
その後の1989年（平成元年）、日本山岳会の当時の理事会は篠田を名誉会員推薦を決定、石岡は石原國利（ナイロンザイル事故時の岩稜会メンバー）とともに篠田の名誉会員撤回要望書を提出している。翌年2月、理事会は篠田の名誉会員の取り消しは不可能と決定した。この間、日本山岳会東海支部は支部長名で篠田の名誉会員推薦について理事会に対して再審議を申し立てているが、決定は覆らなかった。